# 感官室
感官室（英语：Sensory room）是一种经特殊设计的房间，通过调动特殊的光线、音乐和物体来开发人的感官知觉。它可以用来对沟通技能有限的儿童进行治疗。
迄今为止，在教育实践中有多种类型的感官室。如使用得当，它们可以：
- 帮助营造安全空间
- 促进联合治疗
- 提供参与预防和危机降级策略的机会，以及许多其他治疗交流（教授技能，提供各种治疗活动等）
- 促进自我保健、自我培养，恢复和痊愈[3]